# Parabaris
Parabaris es un  género de coleópteros adéfagos de la familia Carabidae.

## Especies
Comprende las siguientes especies:
- Parabaris atratus Broun, 1881
- Parabaris hoarei Larochelle & Lariviere, 2005
- Parabaris lesagei Larochelle & Lariviere, 2005